# El Huamuche, Oaxaca
El Huamuche är en ort i Mexiko.   Den ligger i kommunen Santiago Ixtayutla och delstaten Oaxaca, i den sydöstra delen av landet, 400 km söder om huvudstaden Mexico City. El Huamuche ligger 665 meter över havet och antalet invånare är 492.
Terrängen runt El Huamuche är huvudsakligen kuperad, men åt nordost är den bergig. El Huamuche ligger nere i en dal. Runt El Huamuche är det ganska glesbefolkat, med 23 invånare per kvadratkilometer. Närmaste större samhälle är San Agustín Chayuco, 13,4 km sydväst om El Huamuche. I omgivningarna runt El Huamuche växer i huvudsak städsegrön lövskog.